# Amtsgericht Lötzen
Das Amtsgericht Lötzen war ein preußisches Amtsgericht mit Sitz in Lötzen, Ostpreußen.

## Geschichte
In Johannisburg bestand bis 1849 das Land- und Stadtgericht Lötzen und danach das Kreisgericht Lötzen. Im Rahmen der Reichsjustizgesetze wurden die bestehenden Gerichte aufgehoben und einheitlich Amtsgerichte gebildet. Das königlich preußische Amtsgericht Lötzen wurde mit Wirkung zum 1. Oktober 1879 als eines von zehn Amtsgerichten im Bezirk des Landgerichtes Lyck im Bezirk des Oberlandesgerichtes Königsberg gebildet. Der Sitz des Gerichtes war Lötzen. Sein Gerichtsbezirk umfasste den Kreis Lötzen außer den Teilen, die dem Amtsgericht Rhein zugeordnet waren. Am Gericht bestanden 1880 drei Richterstellen. Das Amtsgericht war damit ein mittelgroßes Amtsgericht im Landgerichtsbezirk.
Im Jahre 1945 wurden der Amtsgerichtsbezirk unter polnische Verwaltung gestellt und die deutschen Einwohner vertrieben. Damit endete auch die Geschichte des Amtsgerichtes Lötzen. Unter polnischer Verwaltung entstand das Sąd Rejonowy w Giżycku (1950–1975: Sąd Powiatowy w Giżycku).